# Albert Bryan
Albert Bryan(21 de fevereiro de 1968) é um politico e executivo virginense  e atualmente esta no cargo de governador das Ilhas Virgens desde janeiro de 2019.
Em 4 de agosto de 2018, Bryan venceu as primárias do Partido Democrático das Ilhas Virgens para governador, ganhando 39,23% dos votos derrotando Allison "Allie" Petrus (33,67%) e Angel E. Dawson Jr. (26,68%)